# 裸殻翼足類
裸殻翼足類（らかくよくそくるい、学名 Gymnosomata）は、腹足綱翼足目（または真後鰓目）に属する分類群である。無殻翼足類とも。階級は裸殻翼足亜目。以前は裸殻翼足目とされた。
Gymnosomataとは、裸の (gymnos) 体 (soma) という意味である。和名は学名の翻訳ではなく、翼足類 Pteropoda のうち貝殻がないものという意味である。

## 特徴
小さな軟体動物で、足は翼状の側足 (parapodia) と呼ばれる付属器官物へ進化し、貝殻は消失している。どちらの進化も大洋を自由に遊泳するのに適している。
伝統的な体系では後鰓類（多系統群）に分類されていたが、のちに後鰓類は解体され真後鰓類に属するようになった。同じ真後鰓類に属する有殻翼足類 (Thecosomata) とよく似ており、有殻翼足類は真有殻翼足類 (Euthecosomata) と擬有殻翼足類 (Pseudothecosomata) の2亜目（または小目）に区別され、裸殻翼足亜目とともに翼足目に分類される。有殻翼足類はもっと長く幅広い側足を持ち、ほとんどの種に貝殻があり、Sea Butterfly（海の蝶）と呼ばれている。
ゼラチン質で、ほとんど透明で、非常に小さい。側足をゆっくり打って、20mより浅い海を優雅に泳いでいる。通常はゆっくり泳いでいるが、驚くべき速度で泳ぐこともできる。雌雄同体で、体内で受精する。卵はゼラチン状の塊で産み落とされ、孵化するまで水上を漂う。孵化して数日で未発達の貝殻が消失する。
最大の種は5cmに達するダイオウハダカカメガイ Clione limacina である。クリオネとして知られるハダカカメガイ Clione elegantissima は北極海に分布。暖かい水域に分布する種はハダカカメガイよりはるかに小さい。
有殻翼足類のみを捕食する種も何種かいる。これらの種は、軟体動物に共通の歯舌を備えた口をもち、頭足類の吸盤に似た触手で獲物をつかむことができる。さらに、側足と呼ばれる「翼」で、より大きな「翼」を持つ有殻翼足亜目よりも非常に速く泳ぐことができる。これらの種以外のほとんどの種は、動物プランクトンを常食にする。
南極海に分布するナンキョクハダカカメガイ Clione antarctica は、微量の忌避物質 pteroenone を合成することで捕食者から身を守っている。同種の局所的な存在密度は異常であり、最大で1m3あたり300匹になることもある。捕食者がナンキョクハダカカメガイを食べないので、端脚目等その中に住む動物もいる。

## 分類
- ハダカカメガイ上科 Clionoidea Rafinesque, 1815
  - ハダカカメガイ科 Clionidae Rafinesque, 1815
    - ハダカカメガイ亜科 Clioninae Rafinesque, 1815
      - ハダカカメガイ属 Clione Pallas, 1774
        - ダイオウハダカカメガイ Clione limacina (Phipps, 1774)
        - ハダカカメガイ Clione elegantissima Dall, 1871
        - ナンキョクハダカカメガイ Clione antarcticaSmith, 1902
        - ダルマハダカカメガイ Clione okhotensisYamazaki & Kuwahara, 2017

      - イクオハダカカメガイ属 Paedoclione Danforth, 1907
        - イクオハダカカメガイ Paedoclione doliiformis Danforth, 1907

      - Paraclione Tesch, 1903
        - Paraclione longicaudata (Souleyet, 1852)

    - ジュウモンジハダカカメガイ亜科 Thliptodontinae Kwietniewski, 1902
      - Thliptodon Boas, 1886
        - ジュウモンジハダカカメガイ Thliptodon diaphanus (Meisenheimer, 1903)
        - ヒョウタンハダカカメガイ Thliptodon akatukai (Tokioka, 1950)

  - タルガタハダカカメガイ科（クリオプシス科） Cliopsidae O. G. Costa, 1873
    - タルガタハダカカメガイ属 Cliopsis Troschel, 1854
      - タルガタハダカカメガイ Cliopsis krohni (Troschel, 1854)

  - ノトブランケア科 Notobranchaeidae Pelseneer, 1886
    - Notobranchaea Pelseneer, 1886
      - Notobranchaea inopinata Pelseneer, 1887

  - ニュウモデルマ科 Pneumodermatidae Latreille, 1825
    - ニュウモデルマ属 Pneumoderma de Roissy, 1805
      - Pneumoderma atlanticum (Oken, 1815)

    - ヤサガタハダカカメガイ属 Pneumodermopsis Bronn in Bronn & Keferstein, 1862
      - トヨオカハダカカメガイ Pneumodermopsis ciliata  (Gegenbaur, 1855)
      - ヤサガタハダカカメガイ Pneumodermopsis canephora (Pruvot-Fol, 1924)
      - キノサキハダカカメガイ Pneumodermopsis paucidens (Boas, 1886)
- マメツブハダカカメガイ上科 Hydromyloidea Pruvot-Fol, 1942
  - マメツブハダカカメガイ科 Hydromylidae Pruvot-Fol, 1942
    - マメツブハダカカメガイ属 Hydromyles Gistel, 1848
      - マメツブハダカカメガイ Hydromyles globulosa  (Rang, 1825)

  - Laginiopsidae Pruvot-Fol, 1922
    - Laginiopsis Pruvot-Fol, 1922
      - Laginiopsis triloba Pruvot-Fol, 1922